# The Tunes of Two Cities
The Tunes of Two Cities to album koncepcyjny autorstwa awangardowej grupy The Residents wydany w 1982 roku. Jest on drugą częścią "kreciej trylogii" zapoczątkowanej rok wcześniej na albumie Mark of the Mole. Płyta ta zepchnęła samą historię konfliktu między rasą kretów i kleni zapoczątkowaną przez zespół na ich poprzednim LP, a jej głównym celem było ukazanie słuchaczowi różnic pomiędzy obydwiema społecznościami poprzez ich muzykę. Utwory przypisywane kretom brzmiały jak industrialne, religijne, marszowe hymny podczas gdy piosenki kleni były delikatnym i przystępnym w odbiorze gatunkiem zahaczającym o jazz.

## Lista utworów
1. "Serenade for Missy"
2. "A Maze of Jigsaws"
3. "Mousetrap"
4. "God of Darkness"
5. "Smack Your Lips (Clap Your Teeth)"
6. "Praise for the Curse"
7. "The Secret Seed"
8. "Smokebeams"
9. "Mourning the Undead"
10. "Song of the Wild"
11. "The Evil Disposer"
12. "Happy Home" (Excerpt from Act II of "Innisfree")

- utwory dodatkowe (tylko na kompaktowej reedycji z 1987 roku)

1. Open Up
2. Anvil Forest
3. Scent of Mint